# Arthur Altman
Arthur Altman, född 28 september 1910 i Brooklyn, New York, död 18 januari 1994, var en amerikansk kompositör, sångtextförfattare och musiker (violin). Han skrev text eller musik till över 400 sånger, av till vilka de mest kända hör "All or Nothing at All", "All Alone Am I" och "I Will Follow Him".